# Tanglewood
Tanglewood és un lloc de música i festival a les ciutats de Lenox i Stockbridge a les muntanyes de Berkshire a l'oest de Massachusetts. Ha estat la casa d'estiueig de l'Orquestra Simfònica de Boston des de 1937. Tanglewood també acull tres escoles de música: el Tanglewood Music Center, el Tanglewood Learning Center i l'Institut Tanglewood de la Universitat de Boston. A més de la música clàssica, Tanglewood acull el Festival de Música Contemporània, jazz i artistes populars, concerts i aparicions freqüents de James Taylor, John Williams i la Boston Pops Orchestra.

## Història
La història de Tanglewood comença amb una sèrie de concerts celebrats els dies 23, 25 i 26 d'agost de 1934 a la finca d'Interlaken de Daniel Hanna, a una milla del lloc del festival actual. Uns mesos abans, el compositor i director d'orquestra Henry Kimball Hadley havia buscat als Berkshires un lloc i suport per al seu somni d'establir un festival de música clàssica de temporada. Va trobar un mecenes entusiasta i capaç en Gertrude Robinson Smith. En pocs mesos havien organitzat una sèrie de concerts amb l'Orquestra Filharmònica de Nova York, on Hadley havia estat el director associat. Organitzat en un amfiteatre construït a l'anell de cavalls de la finca, el primer concert va comptar amb la presència de Sara Delano Roosevelt, la mare del president. Encoratjats per l'èxit d'aquest esforç, Robinson i Hadley van organitzar una altra sèrie de concerts ben rebuts a Interlaken l'estiu següent.

## Comença l'era de l'Orquestra Simfònica de Boston, 1936

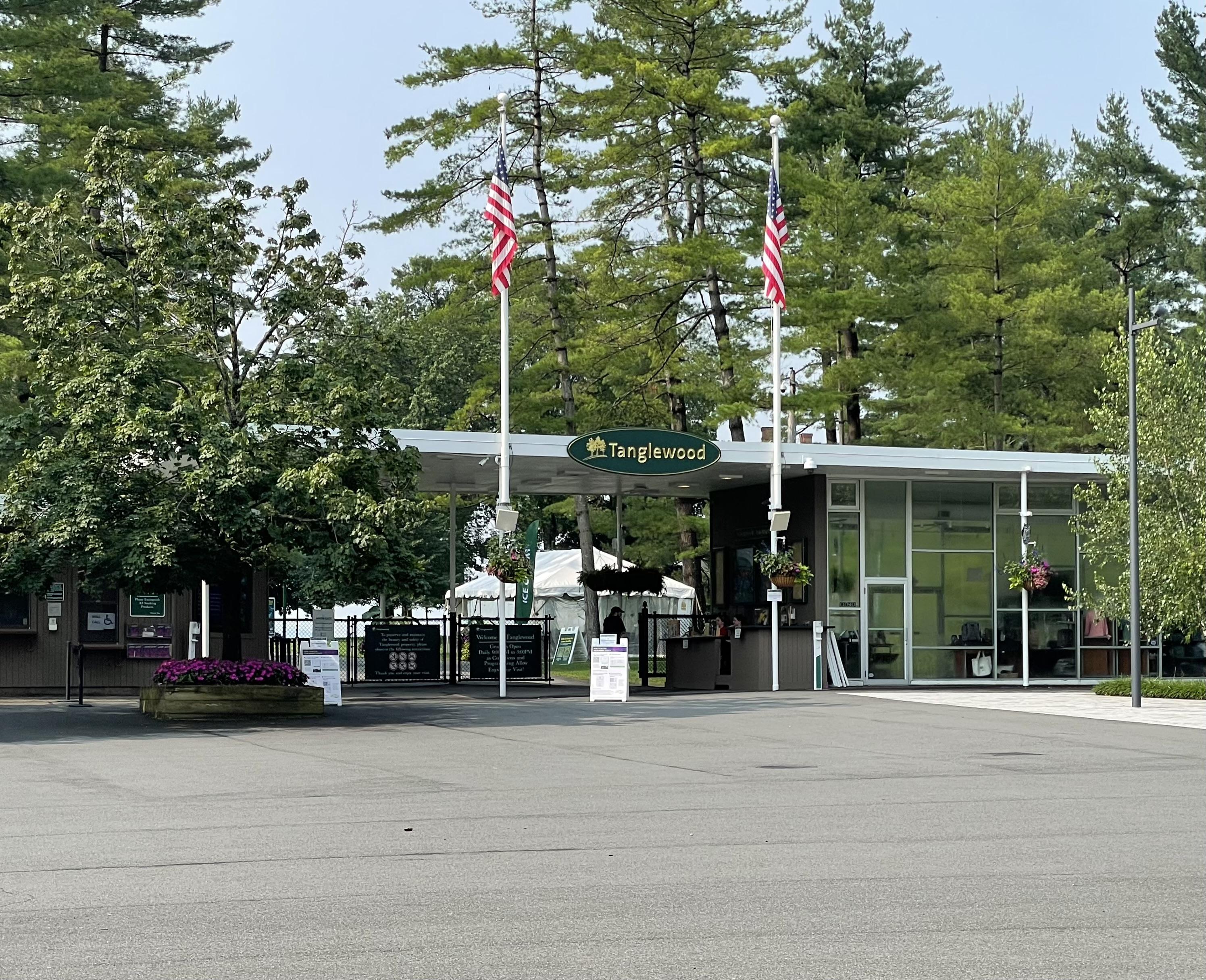
Porta principal de Tanglewood

Després de dues temporades amb l'Orquestra Filharmònica de Nova York, la Boston Symphony Orchestra (BSO), sota la direcció del director Serge Koussevitzky, va ser convidada a actuar al festival de 1936 celebrat a Holmwood, la casa de Margaret Vanderbilt a la propera Lenox. La BSO va donar el seu primer concert a Berkshires el 13 d'agost de 1936. Durant gairebé vuitanta anys, la BSO ha estat la joia de la corona del festival de música.

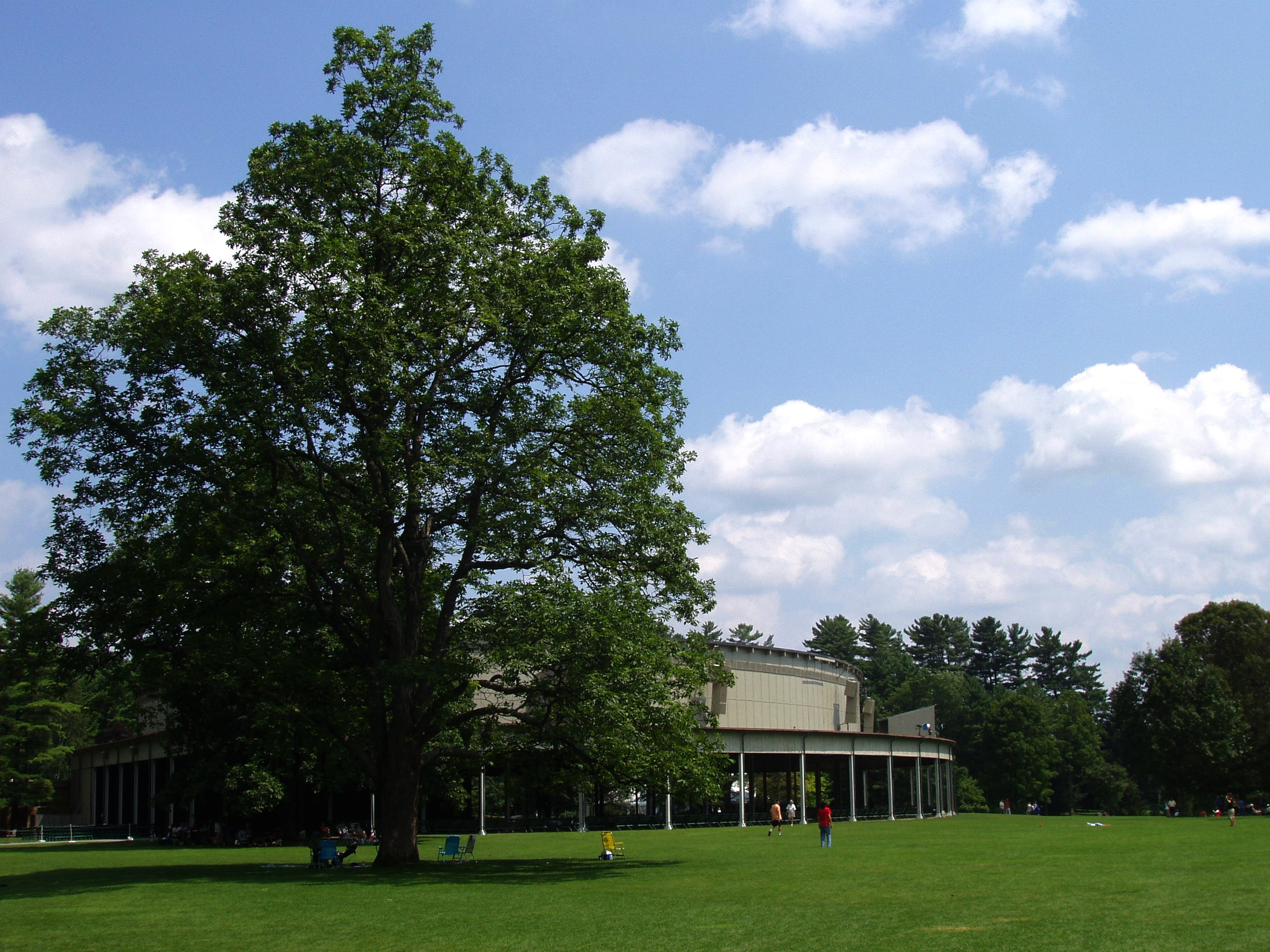
Tanglewood Music Caseta i gespa

## El festival es trasllada a Tanglewood, 1937
El 1937 el lloc del festival es va traslladar a "Tanglewood", una finca donada per la senyora Gorham Brooks i la senyoreta Mary Aspinwall Tappan, filla de William Tappan i Caroline Sturgis. "Tanglewood" va prendre el seu nom de Tanglewood Tales, escrit per Nathaniel Hawthorne, mentre vivia en una casa de camp situada a la finca.
La temporada va consistir en sis concerts durant dues setmanes dins d'una carpa temporal aixecada al voltant d'una closca de fusta contraxapada. La premsa d'esdeveniments va assenyalar com els concerts ja s'havien convertit en esdeveniments de l'alta societat.
El 12 d'agost de 1937, una tempesta va interrompre una representació de La cavalcada de les valquíries de Richard Wagner. El Boston Globe va informar que "Gertrude Robinson Smith va pujar decididament a l'escenari quan el concert es va aturar i es va dirigir a la multitud rècord de 5.000 persones, arengant:
| «                          | Ara veieu per què hem de tenir un edifici permanent per a aquests concerts? En pocs minuts, es van recaptar més de 30.000 dòlars. | » |
| — Gertrude Robinson Smith, | |   |

## S'obre Music Shed, 1938
L'any següent, es va construir el cobert en forma de ventall dissenyat per Eliel Saarinen (ara conegut com a cobert de música Koussevitzky, o simplement "The Shed"), amb uns 5.100 seients, donant al BSO una estructura permanent a l'aire lliure on poder realitzar. Més enllà del Shed hi ha gespes amples i ofereixen espai exterior per als assistents als concerts i vistes panoràmiques de Stockbridge Bowl i Monument Mountain a la distància. A la cerimònia d'obertura del cobert el 4 d'agost de 1938, els comentaris de dedicació de Gertrude Robinson Smith es van gravar i es poden escoltar avui.

## Història posterior

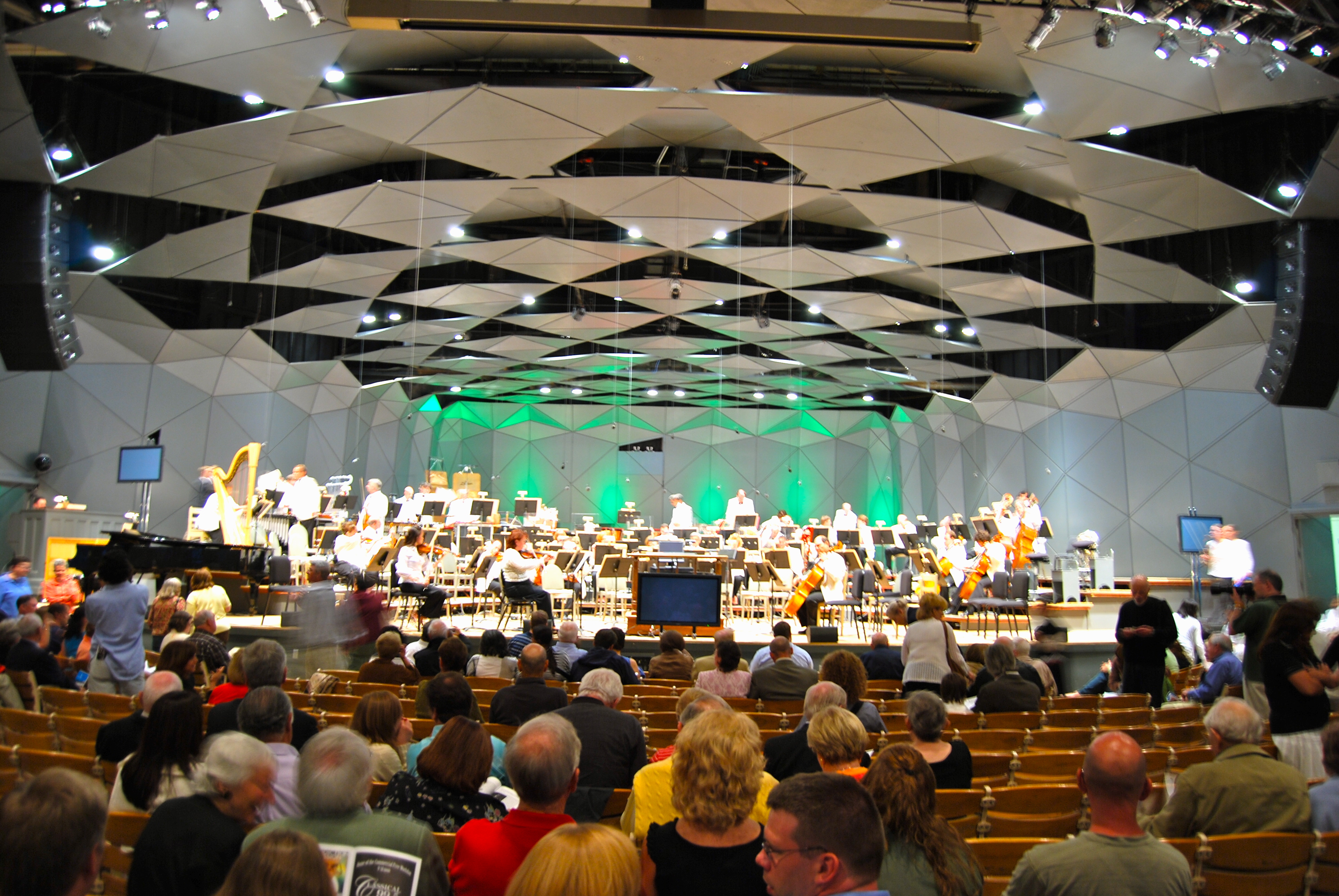
Boston Pops a Tanglewood

L'Orquestra Simfònica de Boston ha actuat al Koussevitzky Music Shed cada estiu des de 1938, excepte durant l'interval 1942–45, quan els patrons van cancel·lar els concerts i l'escola d'estiu a causa de la Segona Guerra Mundial, i durant l'estiu del 2020, quan les actuacions es van cancel·lar a causa de la Pandèmia del covid-19. El cobert es va renovar l'any 1959 amb dissenys acústics de BBN Technologies. El 1986, la BSO va adquirir la finca adjacent de Highwood, augmentant la superfície de la propietat en un 40%. "Seiji Ozawa Hall" (1994) es va construir en aquesta propietat recentment ampliada. Leonard Bernstein va dirigir la Boston Symphony a Tanglewood l'agost de 1990 en el que va resultar ser el seu darrer concert. Deutsche Grammophon va publicar una gravació en directe del concert en CD.

## Aaron Copland

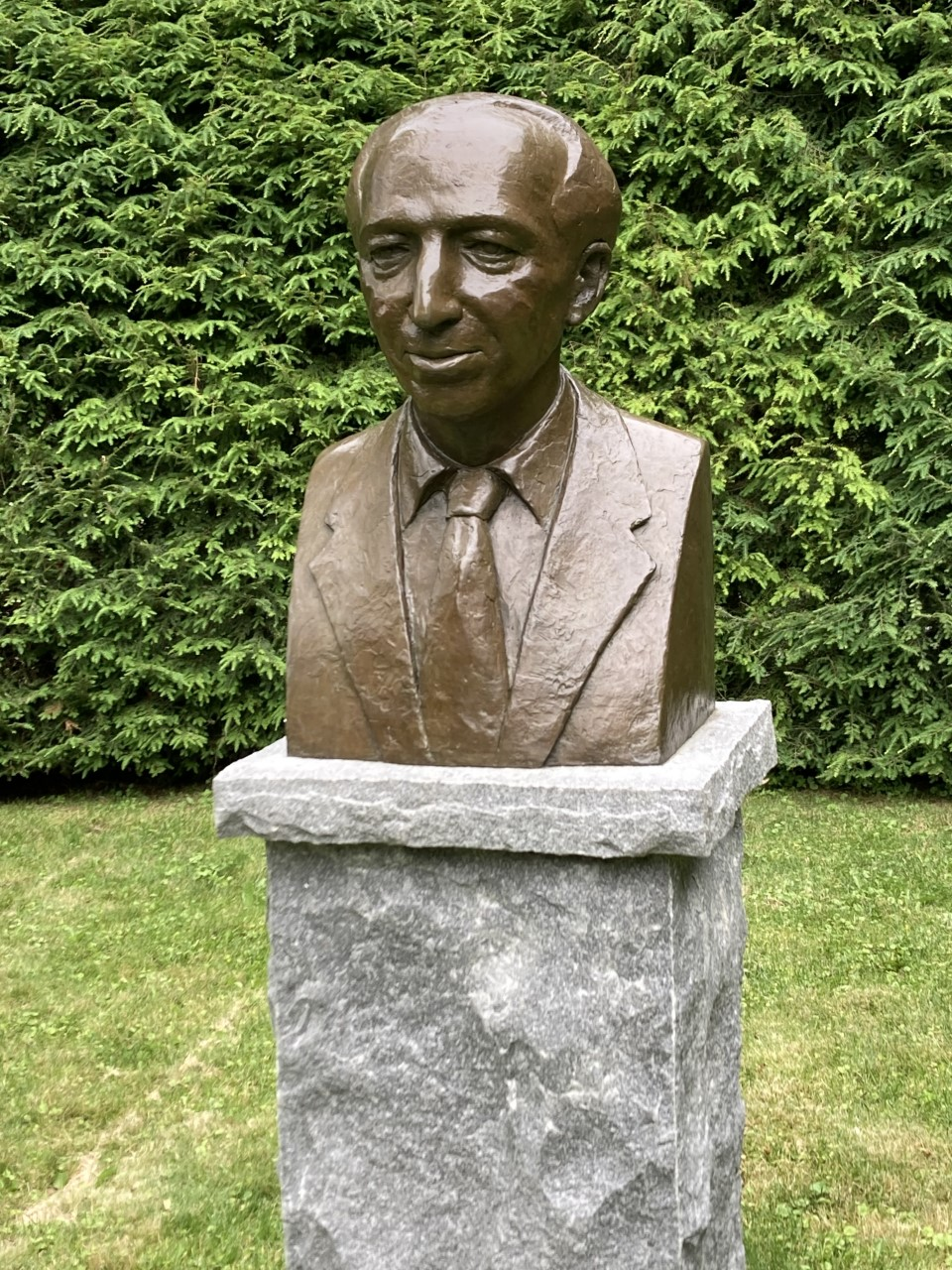
Bust d'Aaron Copland, Memorial Garden, Tanglewood

Després de la seva mort el 1990, les cendres del compositor Aaron Copland van ser escampades pel Tanglewood Music Center. Hi ha un jardí commemoratiu amb un bust de Copland als terrenys de Tanglewood.

## Joves músics
A més d'acollir programes de renom mundial de música clàssica, jazz i popular, Tanglewood ofereix formació musical. El 1940, el director d'orquestra Serge Koussevitzky va iniciar una escola d'estiu per a uns 300 joves músics, ara conegut com Tanglewood Music Center. També a prop hi ha el "Boston University Tanglewood Institute" (BUTI), un programa que col·labora amb músics joves. "Days in the Arts" (DART) és per a estudiants de secundària i és una altra organització que col·labora amb Tanglewood. Altres organitzacions simfòniques juvenils han actuat al Music Shed o a l'Ozawa Hall, com ara la "Norwalk Youth Symphony", de Norwalk, Connecticut, l'"Empire State Youth Orchestra", d'Albany, Nova York, i la "Greater Boston Youth Symphony" (actualment coneguda com la Orquestres Simfòniques Juvenils de Boston).

## Directors musicals de BSO i Tanglewood
- Serge Koussevitzky (1936–1949)
- Charles Munch (1949–1962)
- Erich Leinsdorf (1962–1969)
- William Steinberg (1969–1972)
- Seiji Ozawa (1973–2002)
- James Levine (2004–2011)
- Andris Nelsons (2014-present)

## Altres llocs amb Escoles Tanglewood
- Tanglewood (Akron, Alabama)
- Tanglewood, Florida
- Tanglewood, Indiana
- Tanglewood (Peewee Valley, Kentucky), 1869,
- Tanglewood (Magnolia, Mississippi), 1850,
- Tanglewood (Chillicothe, Ohio), en una casa històrica construïda l'any 1850
- Tanglewood Plantation, Lynchburh, South Carolina, 1850,
- Tanglewood Districte històric, Davidson County, Tennessee
- Tanglewood un barri a Houston, Texas
- Tanglewood (Maidens, Virginia), un hotel i taverna històric construït el 1929
- Tanglewood Island, Washington

## Canadà
- Tanglewood, Ottawa, un barri d'Ottawa